# Place de l'Opéra
De Place de l'Opéra ("Operaplein") is een negentiende-eeuws plein in het centrum van de Franse hoofdstad Parijs, gelegen in het 9e arrondissement. Het plein wordt gedomineerd door de Opéra Garnier, waaraan het zijn naam ontleent.

## Ligging en bereikbaarheid
De Place de l'Opéra ligt in het centrum van een zakenwijk, waar veel hoofdkantoren, banken en verzekeringsbedrijven te vinden zijn, evenals luxe winkels en warenhuizen. In de nabijheid ligt Galeries Lafayette, het grootste en bekendste winkelcentrum van Parijs.
Het plein is een belangrijk verkeersknooppunt in het noordwestelijk deel van de hoofdstad. Het vormt het kruispunt van de Boulevard des Italiens, de Boulevard des Capucines, de Avenue de l'Opéra, de Rue Auber, de Rue Halévy, de Rue de la Paix en de Rue du Quatre-Septembre.
Onder het plein ligt het metrostation Opéra, waar de drukke lijnen 3, 7 en 8 halteren, waardoor het een belangrijk overstapstation is.

## Geschiedenis
|                                    |  |  |
| De Place de l'Opéra omstreeks 1900 |  |  |

Het plein werd tegelijkertijd met de bouw van de Opéra de Paris van Charles Garnier aangelegd. Een van de voornaamste functies van het plein was om het nieuwe operagebouw beter te laten uitkomen en voorbijgangers de gelegenheid te geven om de pronkfaçade te aanschouwen. Daarnaast maakte de Place de l'Opéra deel uit van de planologische transformaties van de hoofdstad, zoals bevolen door Napoleon III en gerealiseerd door Georges-Eugène Haussmann, bedoeld om de doorstroming van het verkeer te vergemakkelijken.

### Metrostation
Aan het begin van de twintigste eeuw ontwikkelde zich een polemiek over het net gebouwde metrostation. Het station werd gebouwd in de toen populaire art-nouveaustijl, die echter hevig contrasteerde met de volgens academische tradities ontworpen gebouwen in de omgeving, waaronder de Opéra. In talrijke debatten werden de hoogte en de stijl van het stationsontwerp veroordeeld vanwege de verschillen met de Opéra. Het oorspronkelijke idee voor een bovengronds station met een metalen structuur werd afgeblazen en vervangen door een ontwerp met onopvallende ingangen, die uitkomen op de twee centrale verhogingen zoals die er nu nog staan.

## Beschrijving
Het plein met het operagebouw vormt een bezienswaardigheid in Parijs, zowel voor de eigen bevolking als voor de toeristen. Het belangrijkste gebouw is uiteraard de Opéra Garnier, gelegen in de as van de Avenue de l'Opéra, die met zijn uitbundige façade het plein domineert. De façade volgt het stijlprincipe uit de tijd van Napoleon III, waarbij geen ruimte onbenut werd gelaten om decoraties aan te brengen. Charles Garnier beoogde met de gevel een theatraal effect te bereiken en gebruikte daarvoor verschillende materialen, diverse soorten zandsteen, marmer, porfier, koper en verguld brons. De ornamenten zijn gerangschikt in veelkleurige marmeren zuilen, architraven, friezen, medaillons en beelden, veelal godheden uit de Griekse mythologie voorstellend.
De overige bebouwing aan de Place de l'Opéra is minder uitbundig, maar niettemin indrukwekkend door zijn uniforme stijl en materiaalgebruik, waarin klassieke vormen als pilasters en frontons een grote rol spelen, maar ook gebruik gemaakt wordt van typisch Parijse elementen als doorlopende balkons en met zink beklede mansardedaken. Een voorbeeld van een vrij ingetogen, overwegend neoclassicistisch gebouw is het links naast de opera gelegen Grand Hôtel de Paris, tegenwoordig InterContinental Hotel Le Grand, met op de begane grond het bekende Café de la Paix.

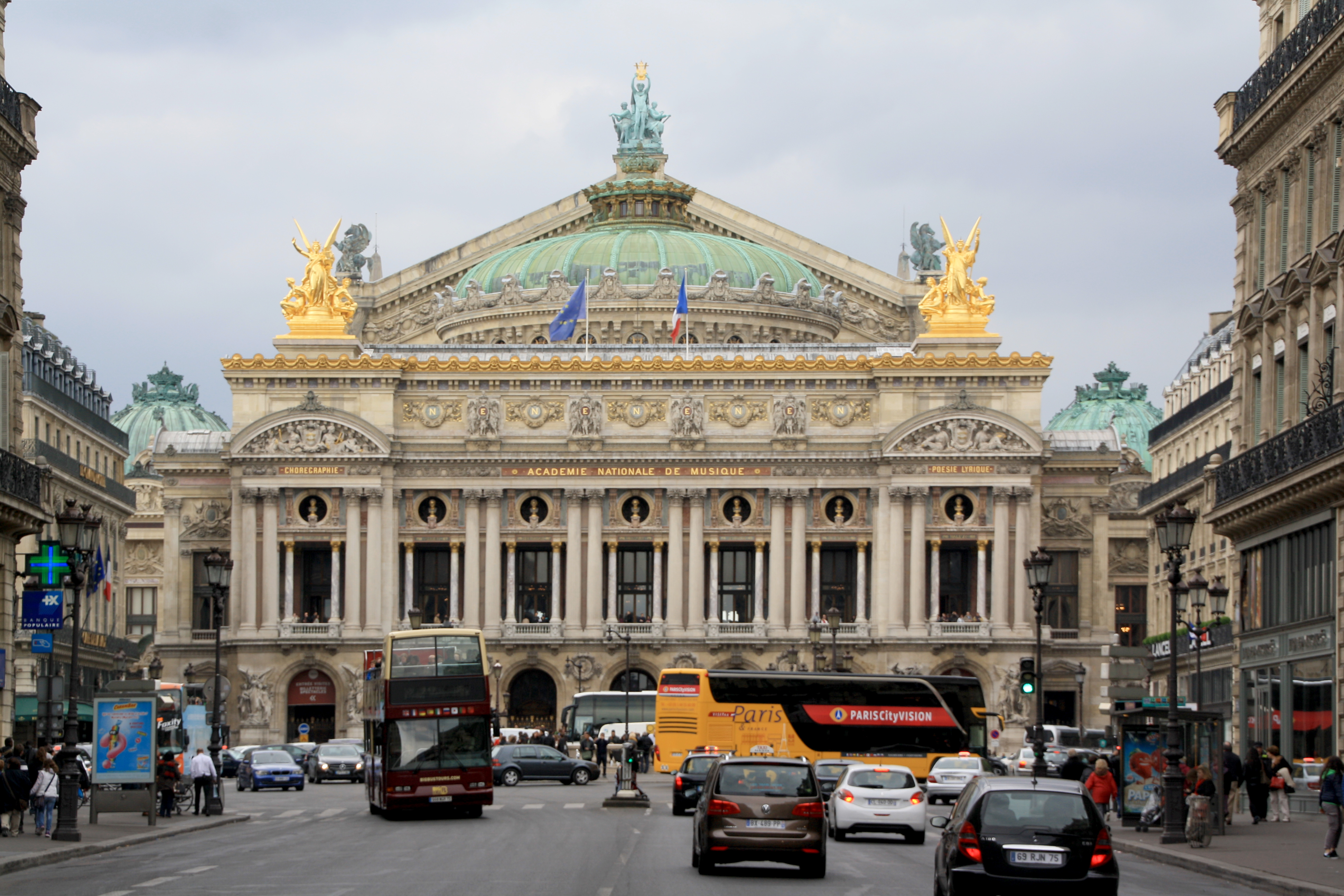
Façade Opéra Garnier
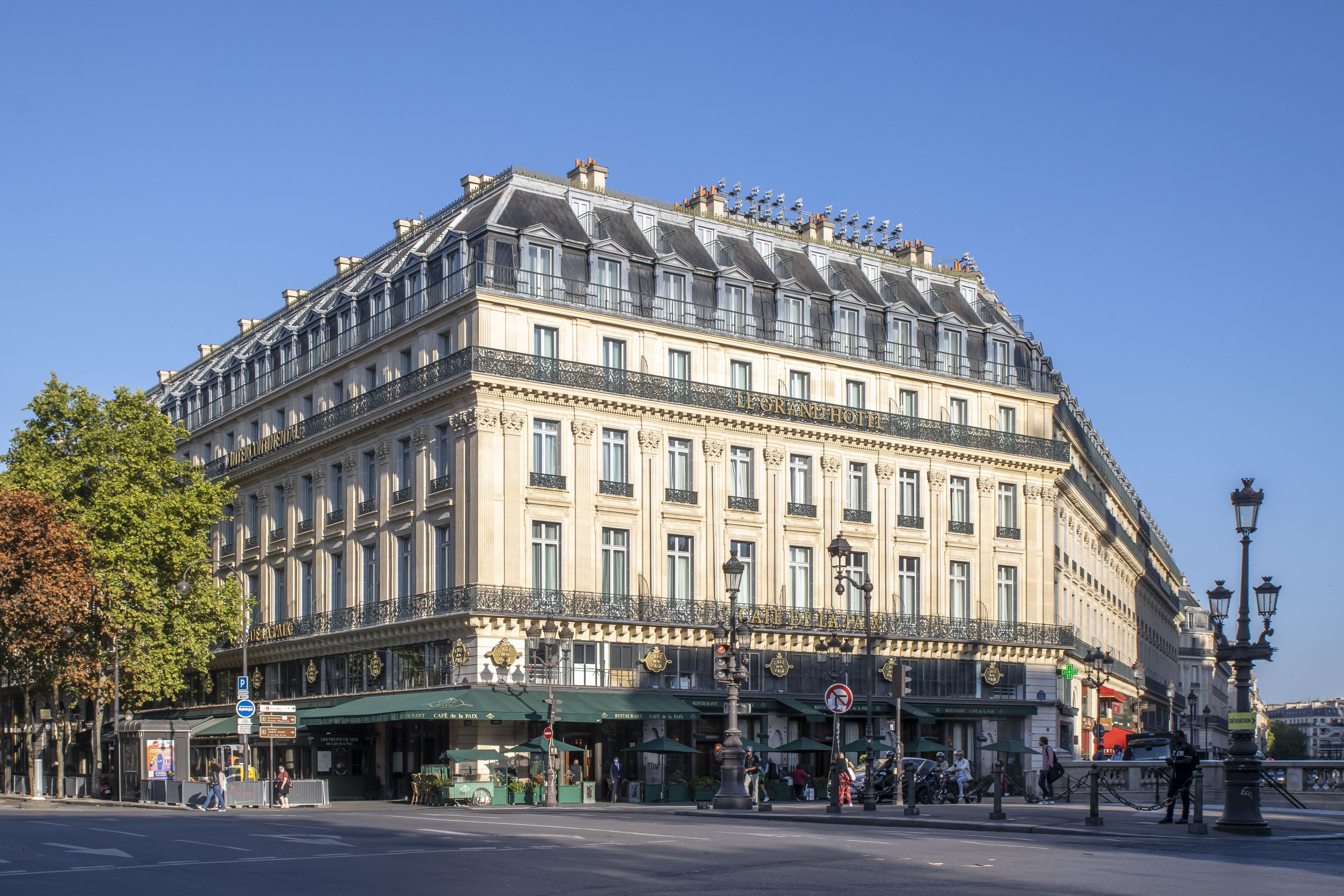
Grand Hôtel de Paris
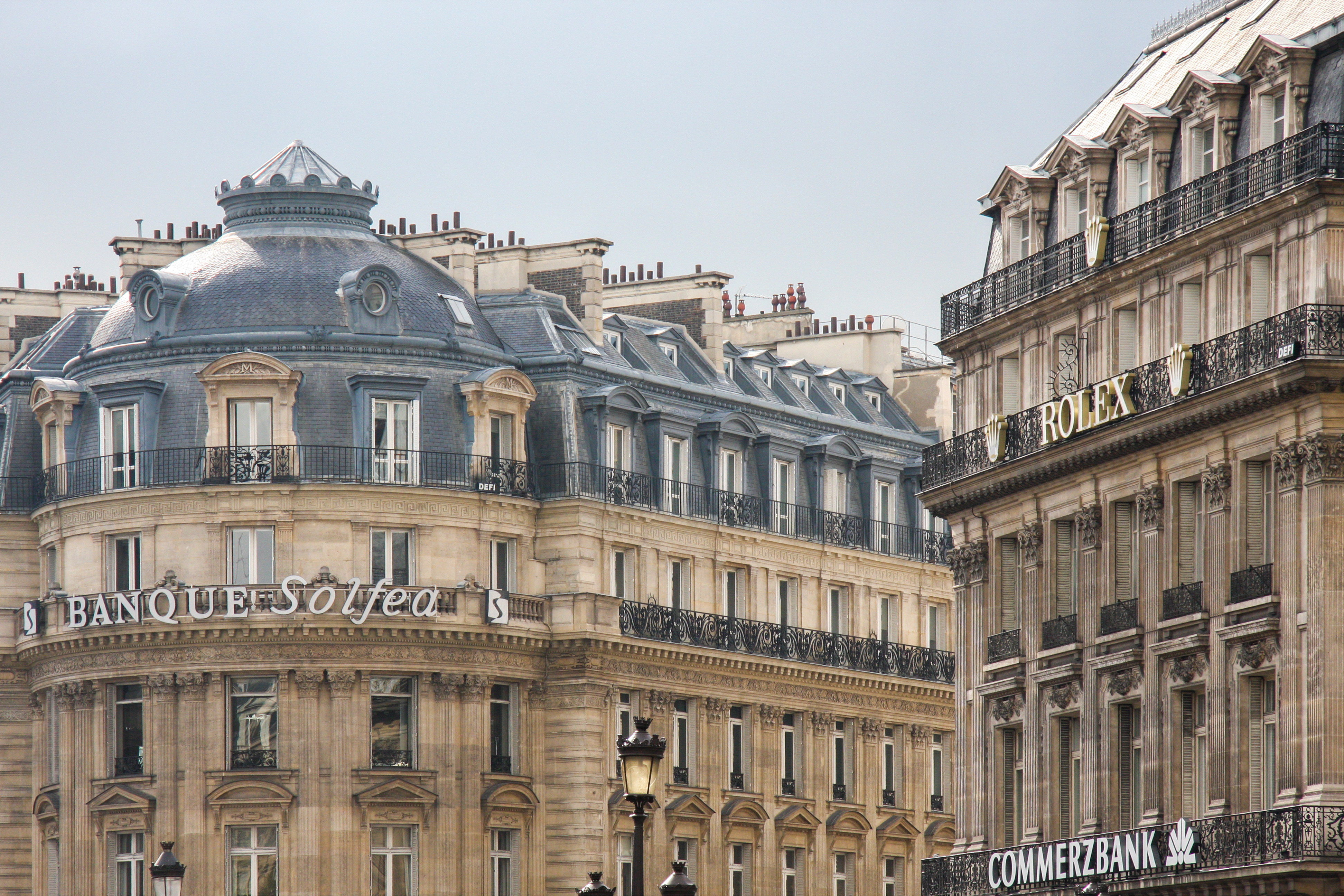
Place de l'Opéra 1 & 3
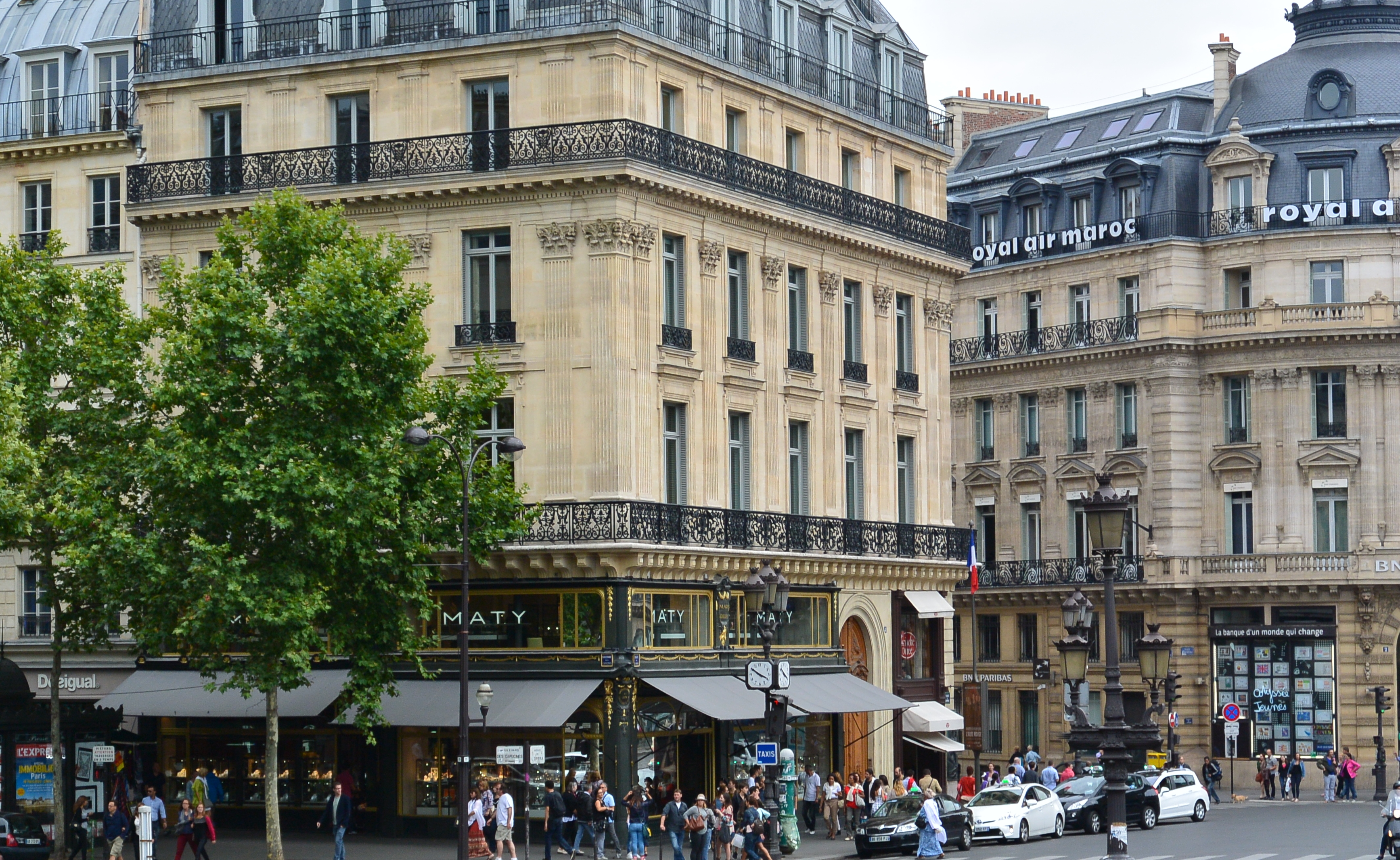
Place de l'Opéra 2 & 4
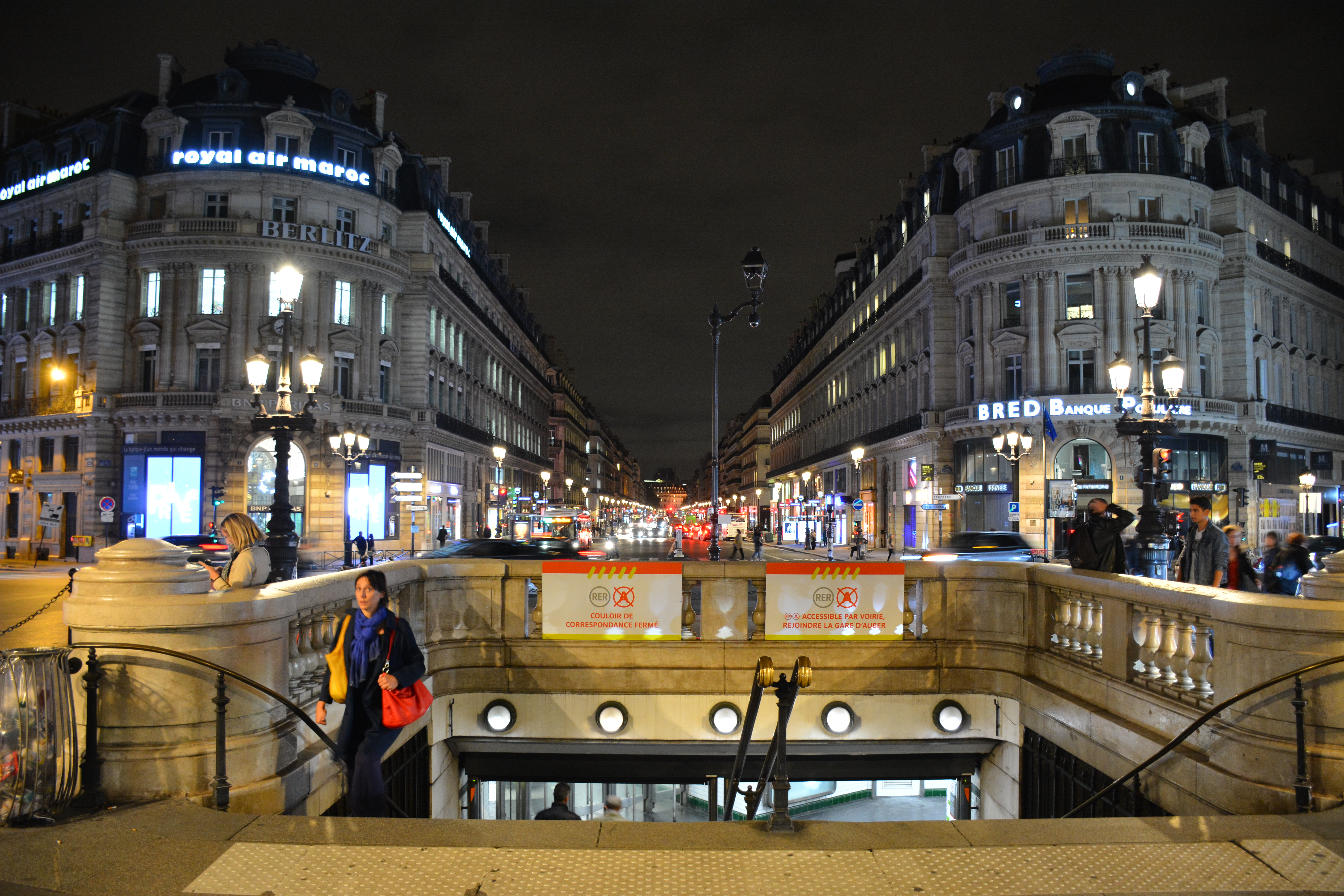
Ingang metrostation